# Ałtyszewo (wieś w Czuwaszji)
Ałtyszewo (ros. Алтышево) – wieś (sieło) w Rosji, w Czuwaszji, w rejonie ałatyrskim. W 2010 liczyła 861 mieszkańców.